# Funboard
Pour un article plus général, voir planche à voile.
Pour les articles homonymes, voir fun (homonymie) et planche.
Le funboard (de l'anglais fun + board, littéralement « planche d'amusement ») est un sport nautique de glisse et un sport extrême, variante de la planche à voile (windsurf), du speed sail du kitesurf ou du wing foil, le matériel étant conçu (planche courte à footstraps sans dérive centrale) pour naviguer exclusivement au planing, et donc dans un vent déjà bien établi,.

## Résumé

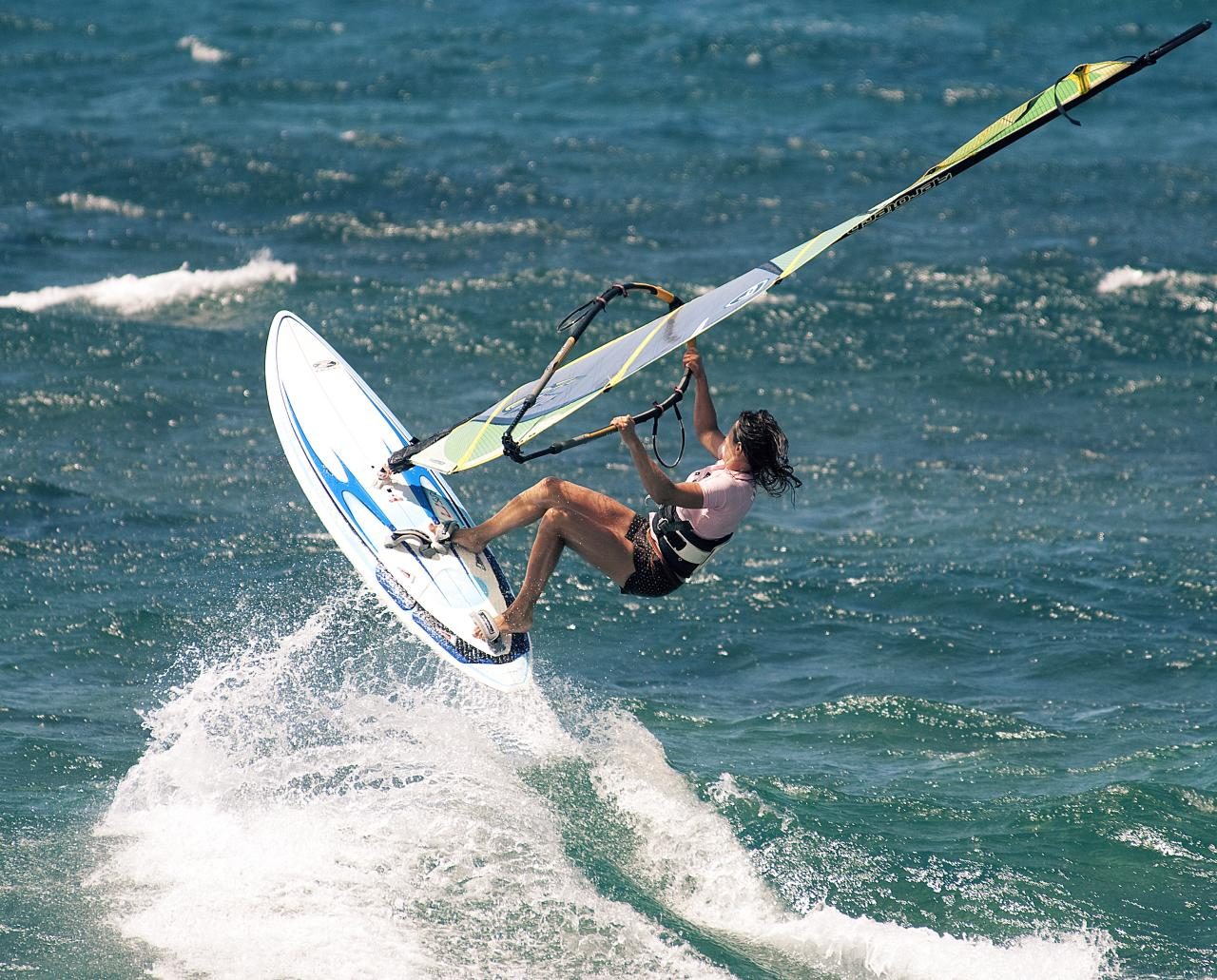
A Hawaï.

Le nom dérive des sensations fun procurées par la vitesse et la vivacité de ces matériels qui glissent sur l'eau, parfois à plus de 30 nœuds, soit presque 60 km/h, vitesse plus que respectable sur l'eau. Elles sont capables de manœuvres acrobatiques spectaculaires (sauts et parfois même loopings) peuvent affronter de grosses vagues (à l'image du surf de grosses vagues) et des vents forts, jusqu'au bas de la force 8 Beaufort.
Toutefois ces sensations réellement enivrantes ont leur prix : matériel sophistiqué et coûteux (en neuf) mais surtout entraînement sans faille, excellent équilibre, parfaite coordination motrice et condition physique solide qui en font un sport fascinant… mais aussi parfois très frustrant lorsque le vent annoncé par les prévisions météo n'est pas au rendez-vous.

## Caractéristiques

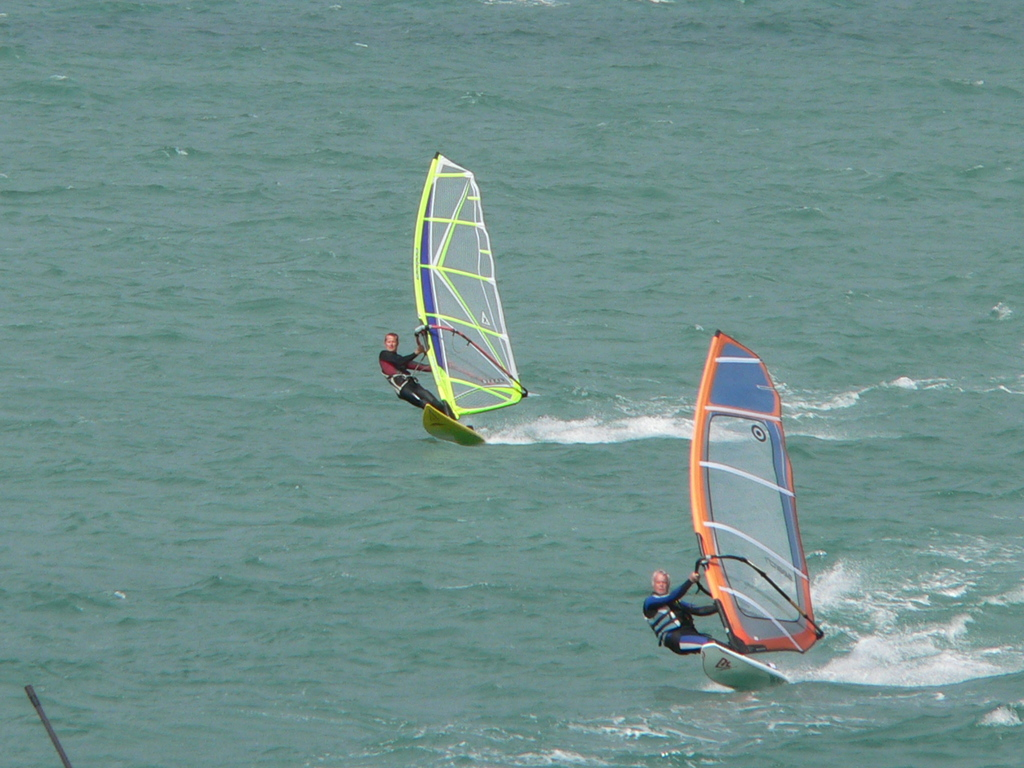
Funboardeurs à Belle-Île-en-Mer en Bretagne

Le funboard se présente comme une évolution spécialisée de la planche à voile avec une recherche des sensations de glisse, de vitesse et d'acrobaties. En pratique le flotteur de funboard présente plusieurs caractéristiques majeures qui le distinguent de la planche à voile de débutant :
1. absence de dérive : le flotteur ne comporte qu'un aileron à l'extrême arrière. Son ancrage devant être extrêmement solide, il est souvent réalisé par un emmanchement cônique dans un boîtier normalisé (Powerbox, trim box, Tuttle box, deep Tuttle box, Tiga box...),
2. faible longueur : les véritables funboards font moins de 3 m (ou 10 pieds) de longueur hors tout contre 3,30 à 3,80 m pour les planches classiques, Au pays de Galles en Grande-Bretagne

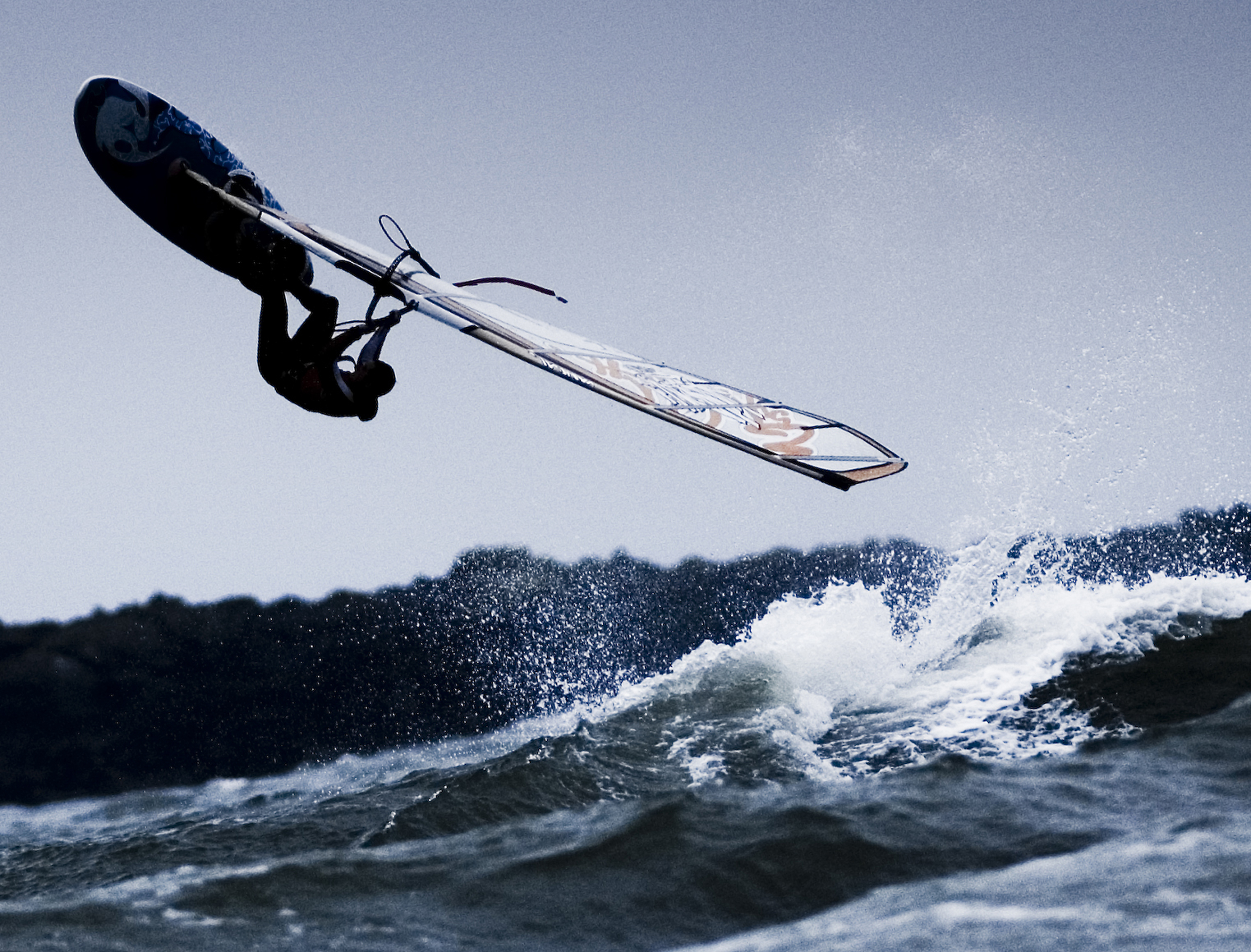
Au pays de Galles en Grande-Bretagne

3. Faible volume : alors qu'une planche de débutant stable et porteuse affiche jusqu'à 200 litres de volume, une planche de funboard est en général en dessous de 150 litres pour les plus grandes et descend jusqu'à 80 litres, voire moins, pour les planches de moins de 2,50 m destinées à la pratique extrême dans les grosses vagues et le grand vent. Ces planches à faible volume coulent à l'arrêt sous le poids du planchiste et excluent le démarrage traditionnel en relevant la voile avec le tire-veille. Elles sont dénommées sinkers (littéralement couleuses) par les véliplanchistes, grands amateurs d'anglicismes et nécessitent de se faire soulever par la voile comme par un parachute ascensionnel avec ou sans appui sur le fond de l'eau (beach start ou waterstart),

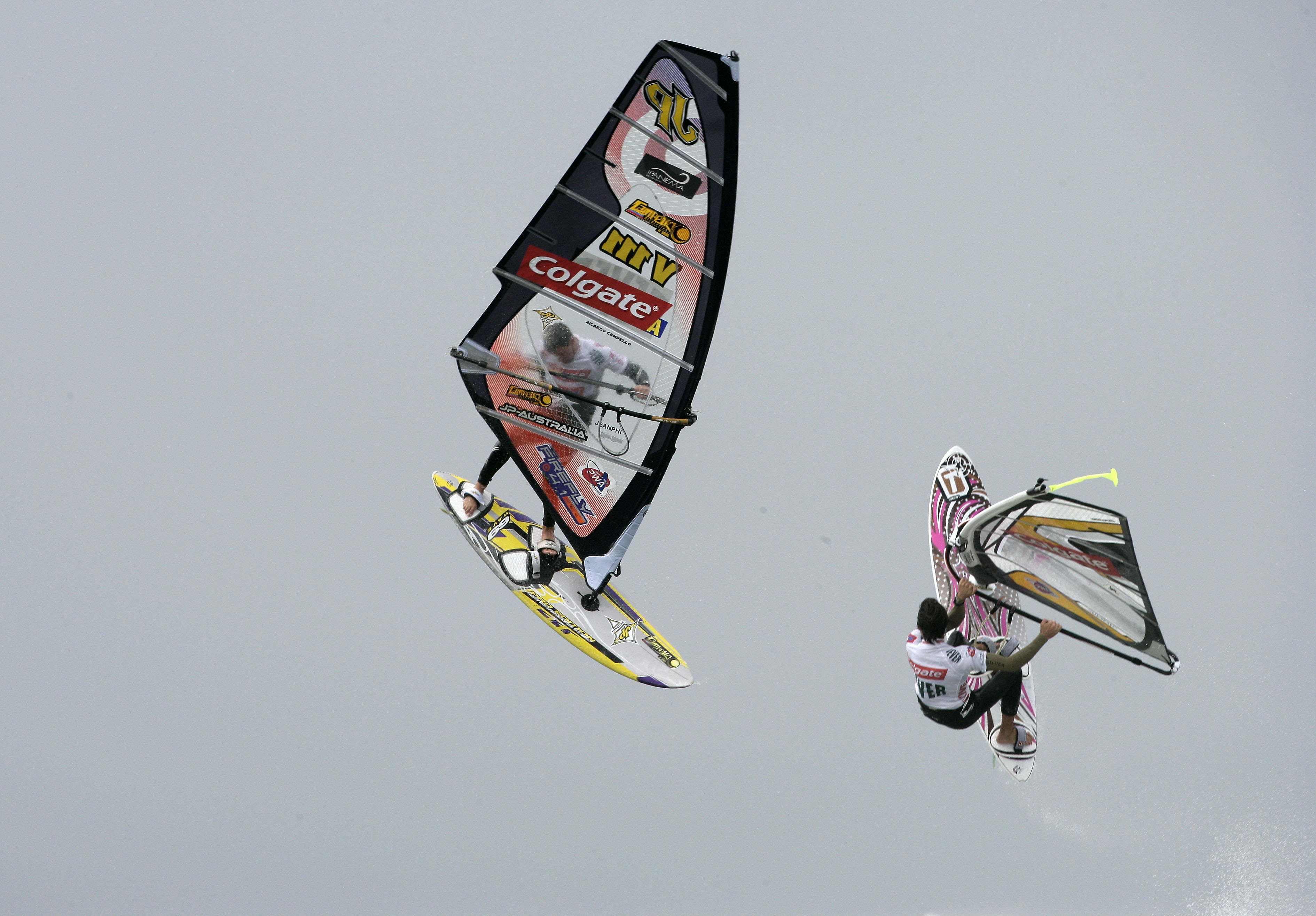

4. légèreté (corollaire des deux précédentes), la légèreté des flotteurs facilite la vitesse, le saut ou les manœuvres spectaculaires. Une planche classique pèse une vingtaine de kilos, alors que certaines funboards réalisées en matériaux sophistiqués comme les composites de carbone epoxy pèsent seulement 6 ou 7 kg,
5. une carène optimisée pour déjauger et planer, avec des rails (angles pont / semelle correspondant à la carre des skieurs) prévus pour tourner à haute vitesse en s'inclinant à l'intérieur du virage à la façon d'un motocycliste négociant une courbe, une technique parfois appelée carving (les planches lentes naviguant en mode archimédique évoluent au contraire à l'inverse de l'inclinaison, par la déformation du volume immergé due à la gîte). La forme de la carène, tendue ou « bananée » et la présence de rails plus ou moins aigus dépend du programme (vitesse en ligne droite ou manœuvres acrobatiques dans les vagues),

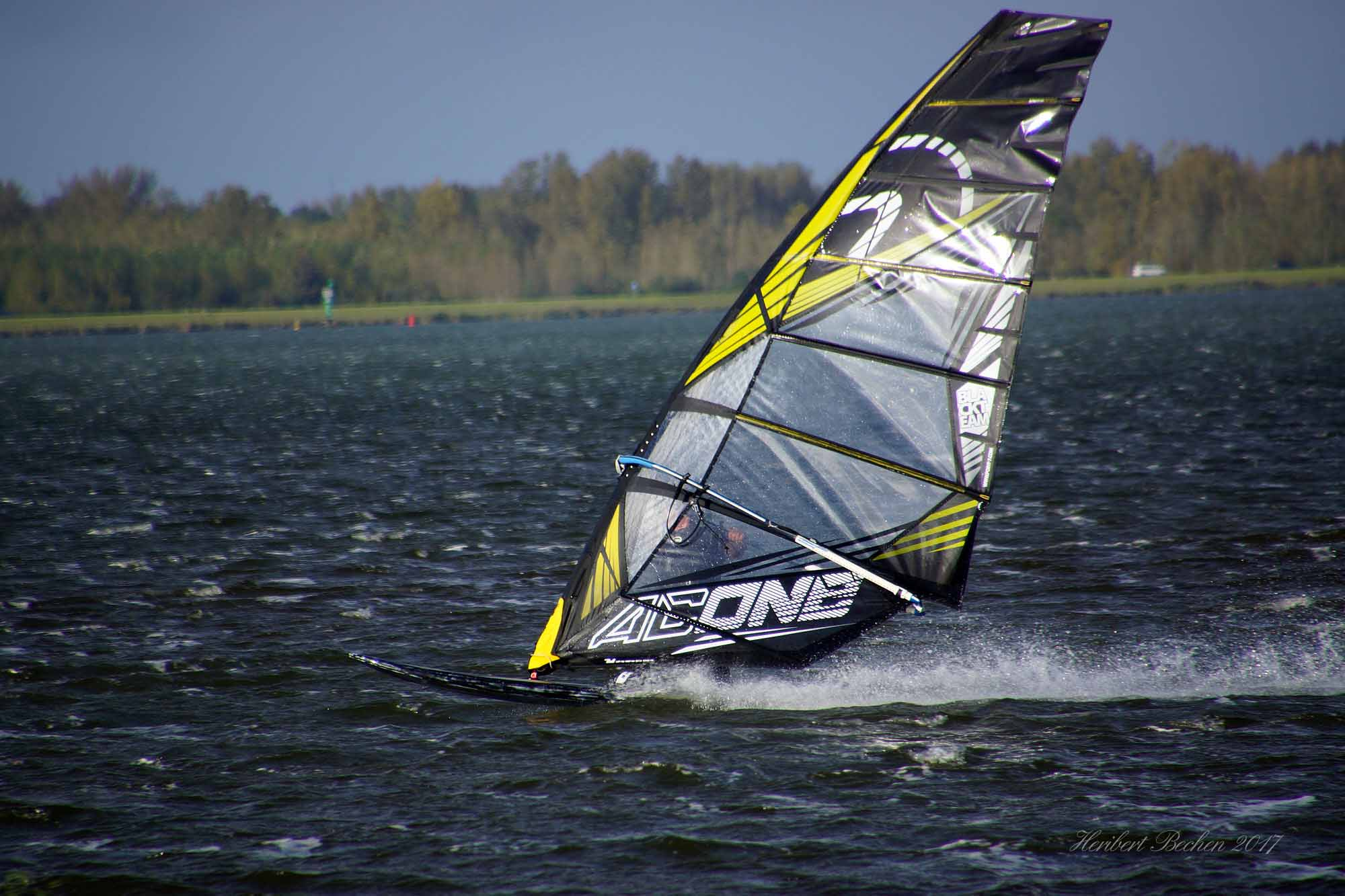

6. Une ou plusieurs voiles spéciales : même si les gréements varient beaucoup suivant le programme et si, de plus, il est fortement conseillé au funboarder d'avoir au moins trois surfaces de voiles disponibles dans son quiver (littéralement carquois, sa panoplie de matériel) pour s'adapter au vent régnant, ces voiles sont à la fois légères et solides, utilisant des tissus très sophistiqués (et coûteux) ou des intissés de mylar, souvent renforcés de fibres de carbone ou de kevlar et pourvues de lattes intégrales allant du fourreau de mât à la chute de la voile (voiles dites full battened) et parfois de pièces spéciales pour améliorer la courbure et le profil (camber inducers) suivant une technique déjà connue du pionnier de l'aérodynamique de la voile des années 1930 Manfred Curry (en).

### Matériel

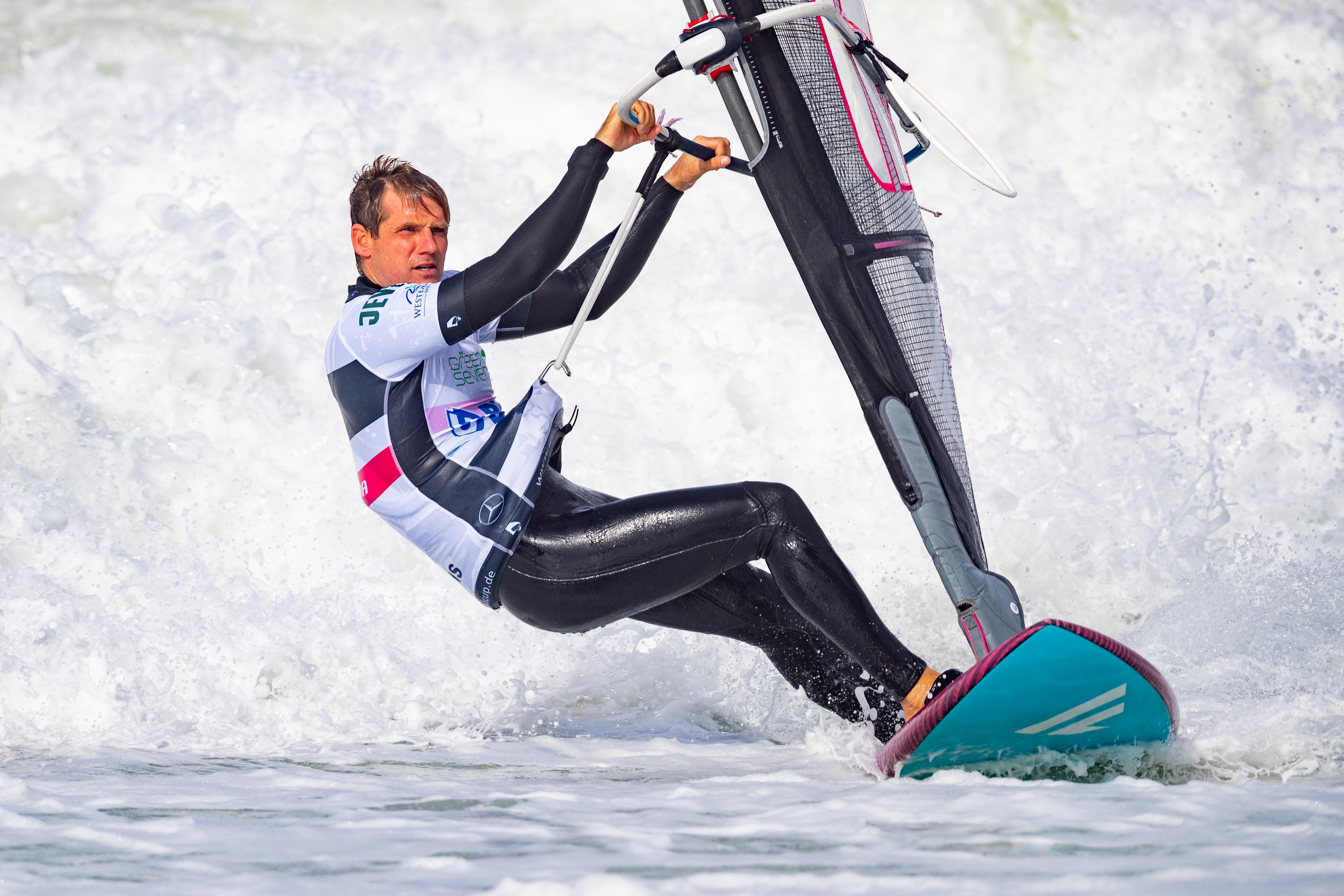

Dérivé de la planche à voile traditionnelle (windsurf en anglais), le funboard est une discipline dont le matériel est composé d'un gréement (voile lattée tendue le long d'un mât entre le point d'écoute et d'amure, puis par le wishbone qui tend le point d'écoute), rattaché au flotteur par un diabolo articulé dans toutes les directions.

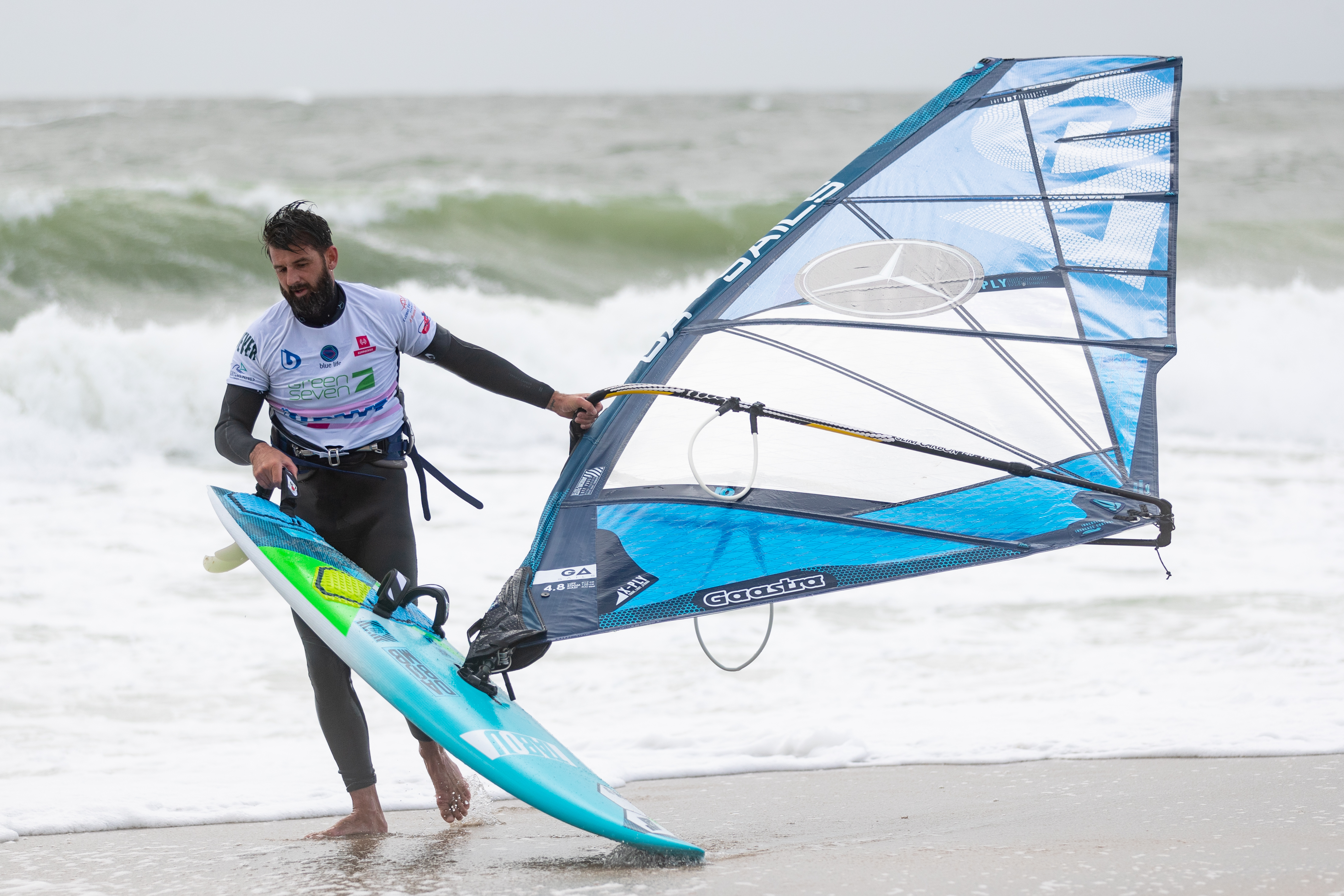
Coupe du monde de planche à voile de Sylt en Allemagne

Les planches de funboard sont plus courtes et n'ont pas de dérive centrale mais seulement une petite dérive arrière fixe nommée aileron.
L'utilisation de ce type d'embarcation dans des conditions fortes de vent nécessite d'être équipé de moyens d'accroches très robustes et efficaces, tels que les footstraps (sortes de sangles pour maintenir les pieds sur le flotteur) et le harnais (qui existait déjà, mais en version très simple). Plusieurs tendances de harnais se développent. Les harnais culotte (accroche basse), le harnais ceinture (accroche moyenne), le harnais thoracique à bretelles (accroche haute). Certains funboarders utilisent le harnais culotte dans des conditions de slalom pour plus de performance, tandis que les harnais ceinture et thoracique semblent plus adaptés à des conditions dans les vagues (pour se décrocher plus facilement).

### Manœuvres

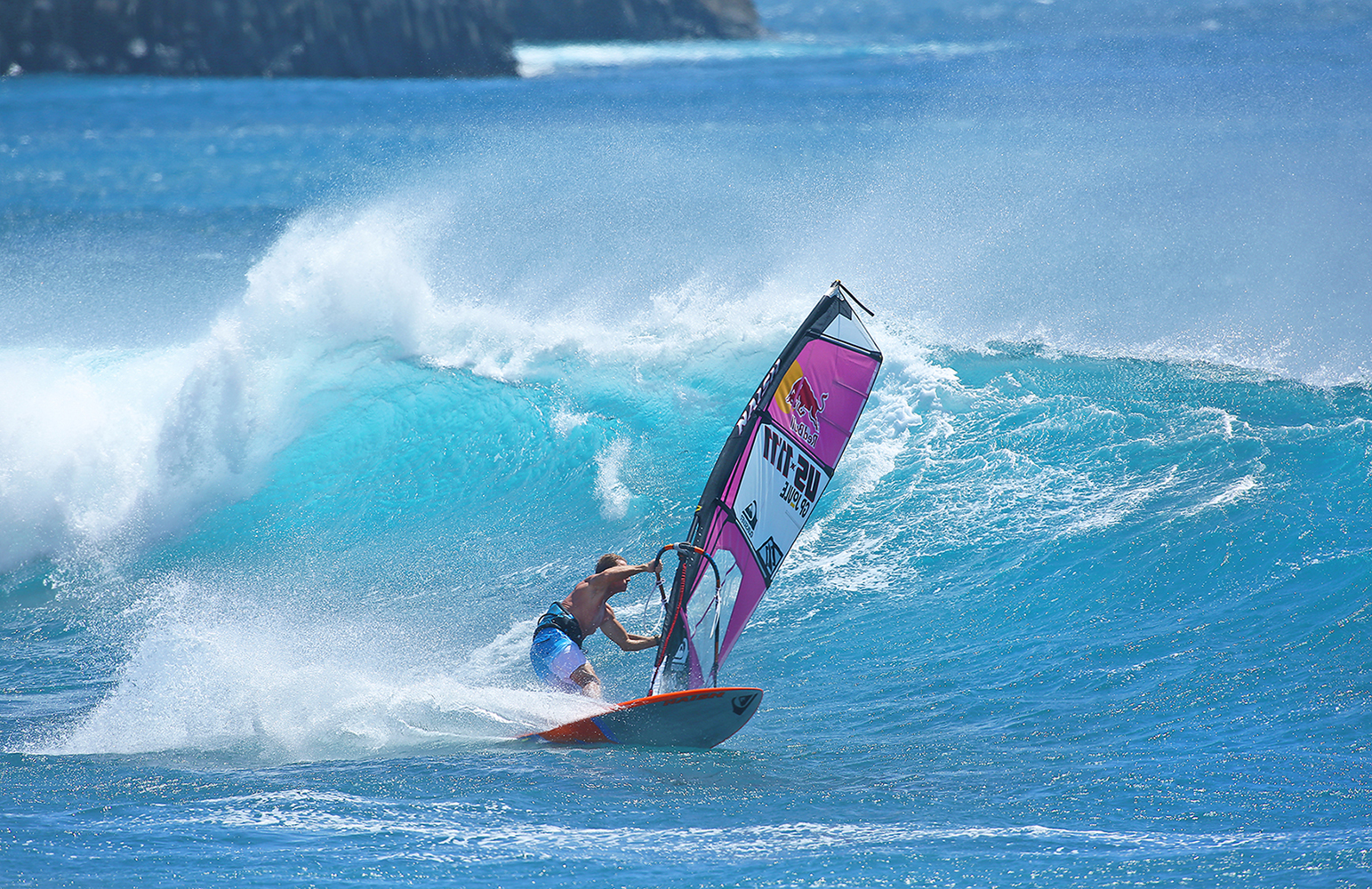

Les planches de funboard sont prévues pour naviguer au planning. Le changement d'amure se fait surtout par empannage (ou jibe) c'est-à-dire en passant vent arrière. Le virement lof pour lof, en passant vent debout, étant rendu difficile par le manque de place devant le mat et par le peu de flottabilité des planches, de plus ce dernier ne peut pas s'effectuer sans perte du planning.

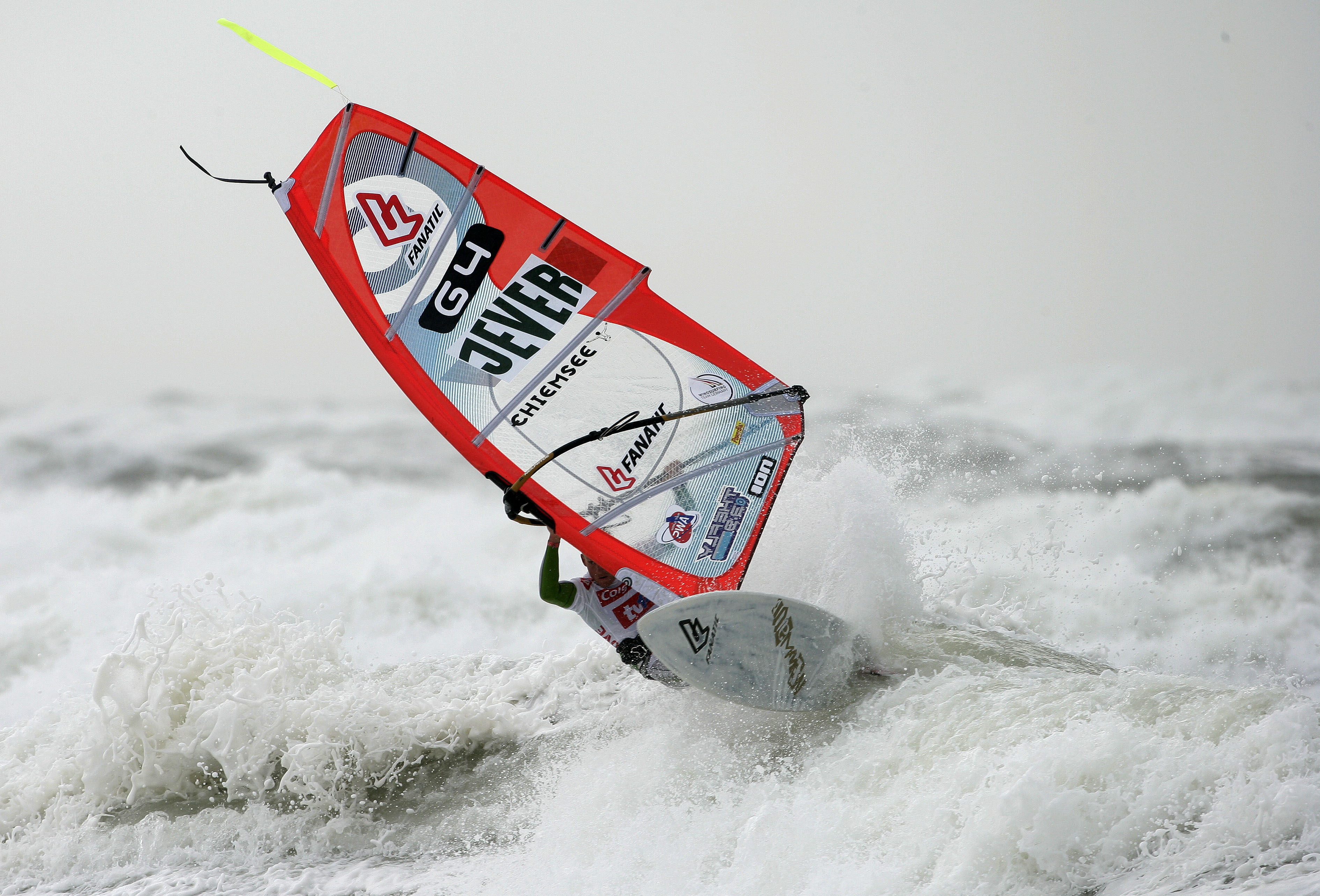

La flottabilité des planches de funboard étant faible, il est difficile de se tenir dessus à l'arrêt. De ce fait le départ s'effectue généralement en water start : le véliplanchiste extrait la voile de l'eau en nageant, puis s'aide de la poussée vélique pour monter sur le flotteur pendant que celui-ci commence à prendre de la vitesse.

## Historique

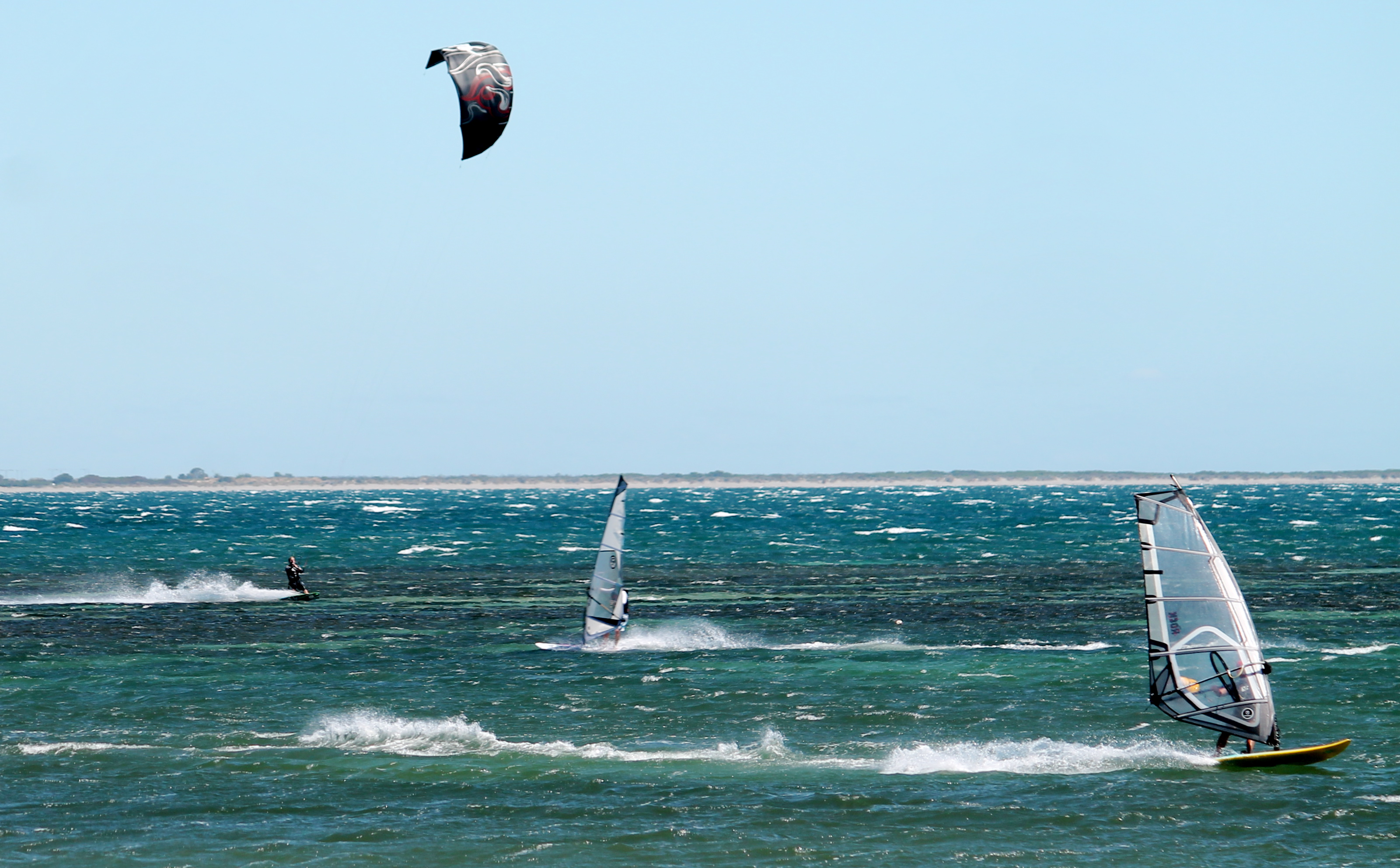
A Perth en Australie.

Le funboard est apparu dans les années 1990 (évolution la planche à voile) de par l'intervention de sportifs tels que Robby Naish, qui ont su amener cette nouvelle discipline au niveau des autres sports de glisse, dans des vagues géantes des spots hawaïens les plus réputés (surf de grosses vagues). Le funboard a fait son apparition en France à Brest[Quand ?] dans le club les Crocos de l'Elorn.
À cette époque[Quand ?], le marché de la planche à voile en France était florissant : outre les pratiquants occasionnels, le nombre de passionnés et de pratiquants confirmés devenait suffisant pour créer une niche de marché. Peu à peu des flotteurs plus courts et plus étroits ont vu le jour. La dérive qui équipait la planche à voile a disparu pour ne conserver que l'aileron situé à l'arrière du flotteur, créant ainsi de nouvelles disciplines : le funboard dans les vagues (flotteurs très courts et très maniables, résistant à des contraintes mécaniques très fortes), le funboard de slalom (flotteurs plus tendus et plus légers que les flotteurs de vague, idéal sur plans d'eau plats), et funboard de course racing (flotteurs plus volumineux et plus longs, aux rails plus longs et droits, idéal pour bien remonter au vent tout en maintenant le planning, avec de grosses toiles)

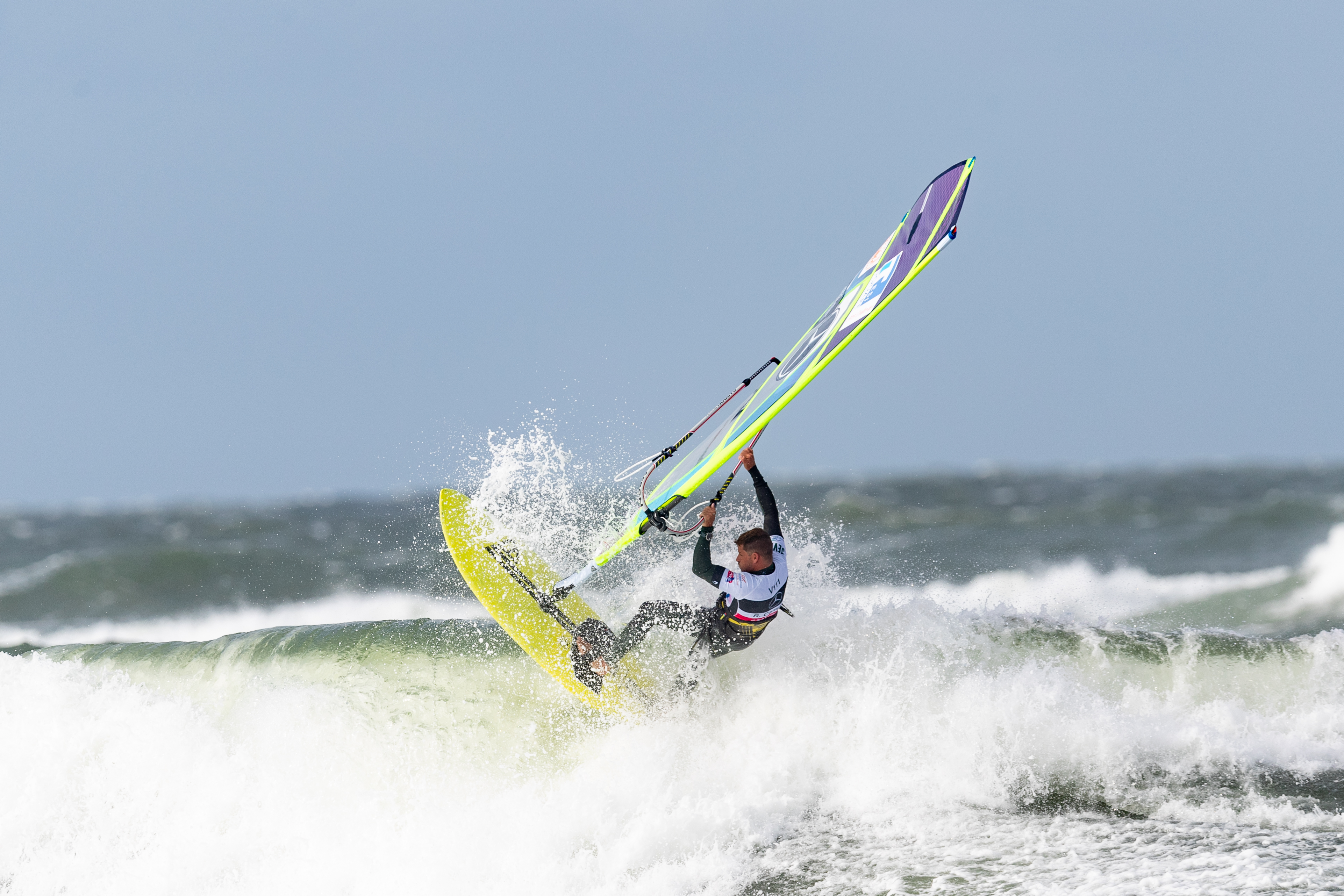

Sur ces engins, qui, pour des conditions de vent fort (supérieur à 20 nœuds), supportent à peine le poids du pratiquant à l'arrêt, l'initiation devient impossible sans de sérieuses qualités physiques et une technique solide. À travers la médiatisation de cette pratique plus extrême, de sport de glisse, le loisir de plage qu'était la planche à voile a peu à peu pris l'image d'un sport difficile, les constructeurs ayant d'abord préféré répondre à la demande des passionnés plutôt que concevoir des planches accessibles pour attirer les débutants.
Plusieurs raisons peuvent expliquer ce choix. Tout d'abord, le renouvellement du matériel étant beaucoup plus fréquent chez les funboarders que chez les véliplanchistes, l'intérêt économique de court terme a conduit les constructeurs à s'orienter sur ce segment de marché et à délaisser la fabrication de planches à voile plus basiques, offrant moins de marge. L'innovation, au cœur des évolutions du funboard (structure et poids des flotteurs, matériaux composites dans la fabrication des voiles et mâts) a par ailleurs incité les constructeurs à investir dans la recherche et développement afin de consolider et pérenniser leur part de marché, ce qui se traduit par un prix du matériel élevé.[réf. nécessaire]
Depuis les années 2000 et l'avènement du kitesurf, puis du wing foil des années 2020, le funboard est à nouveau dans la tourmente[réf. nécessaire]. Les constructeurs, désireux de se débarrasser de la réputation de sport difficile qui colle à leur secteur, ont progressivement revu les lignes de leurs flotteurs. Plus large, plus volumineux, avec des rails moins incisifs, les nouveaux flotteurs visent à reconquérir un public plus large avec pour maître mot : la capacité évolutive du matériel. L'allègement du poids des gréements a également favorisé la création de voiles de grande surface (jusqu'à 12,5 m2) permettant d'étendre la plage d'utilisation du matériel par vent léger, et surtout de rendre beaucoup plus accessible cette discipline réputée si techniquement et physiquement difficile (matériel plus maniable, gréement très allégé...).

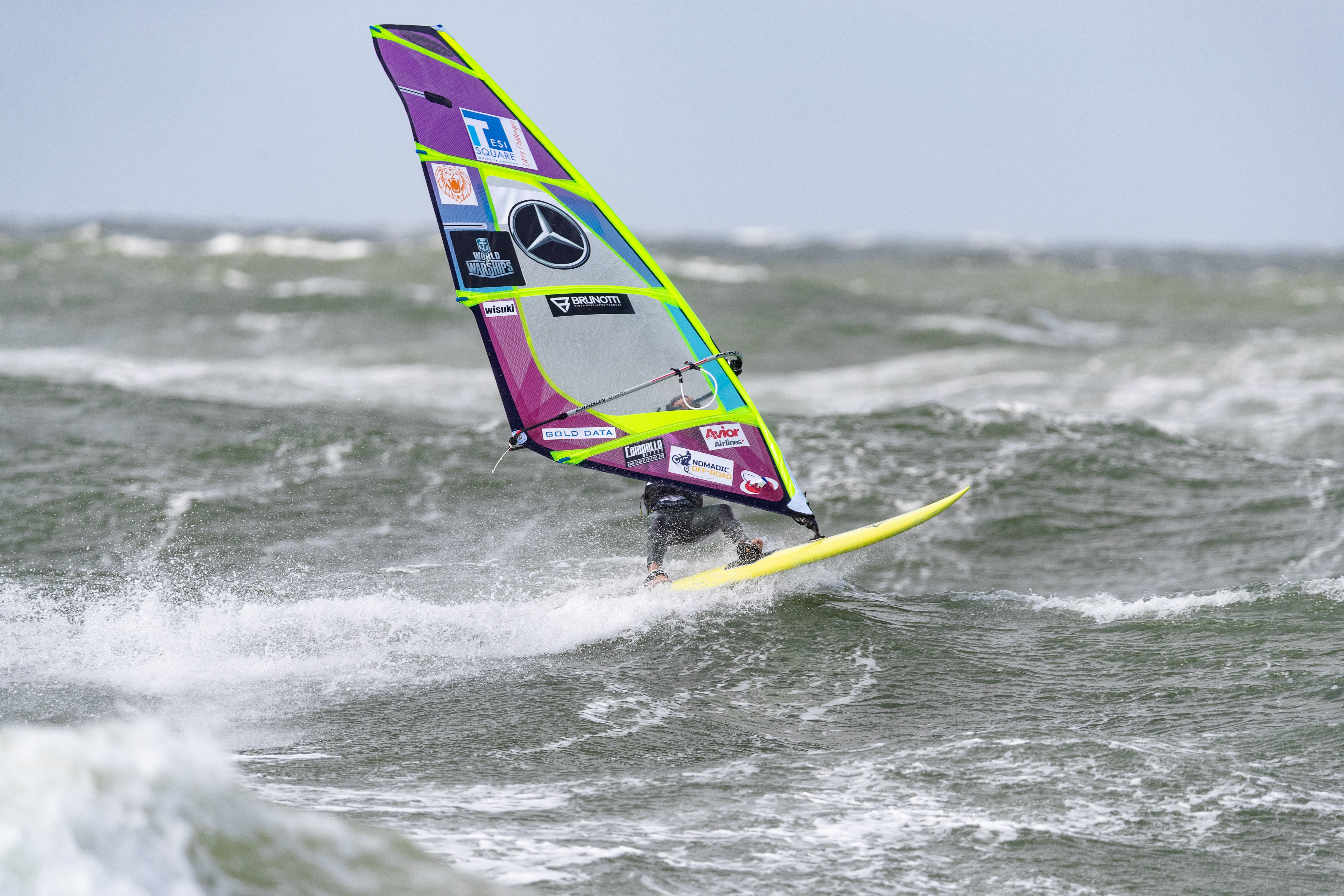

L'évolution (nouvelles coupes de voiles, wishbones monoblocs, flotteurs plus courts et plus larges) permet à l'heure actuelle (depuis 2007) de naviguer muni d'un harnais ceinture avec une posture beaucoup plus verticale du corps, en forçant davantage sur la ceinture abdominale et les cuisses qu'avec le dos comme auparavant avec l'utilisation des harnais culotte.

## Lieux de pratique

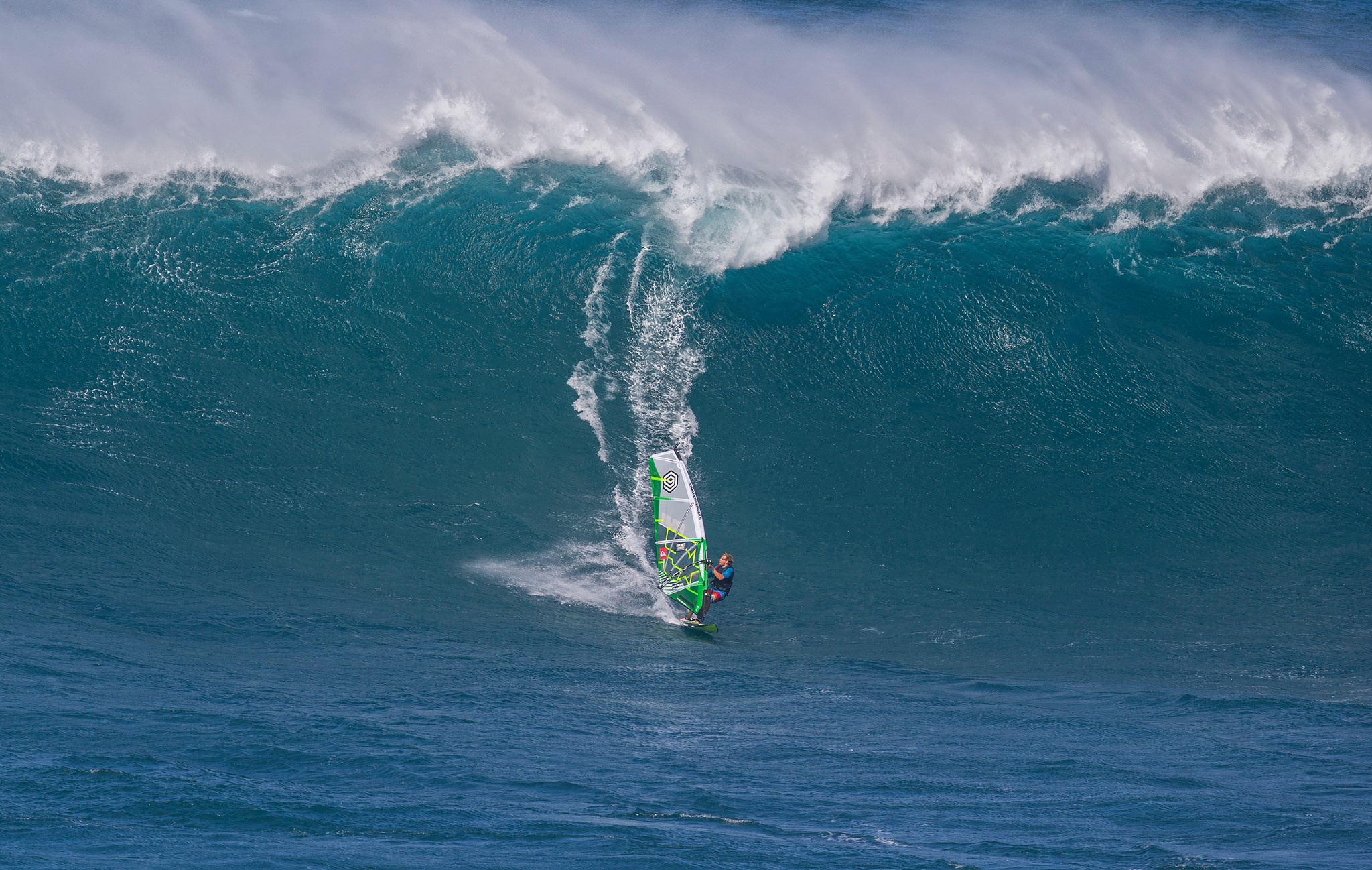
A Hawaï (surf de grosses vagues)

Le funboard se pratique aussi bien en mer qu'en lac sur de très nombreux spots mondiaux, dont certains sont réputés, souvent pour des caractéristiques liées à la géographie locale : Hawaï pour son surf de grosses vagues, Tarifa en Andalousie et plus généralement la zone du détroit de Gibraltar sont une véritable Mecque des véliplanchistes, en raison d'un fort effet Venturi créé par les montagnes espagnoles et l'Atlas marocain. C'est aussi le cas de l'extrême nord du lac de Garde en Italie, au niveau de la bourgade de Torbole où les rives escarpées du lac fonctionnent comme une véritable soufflerie naturelle.

### En France

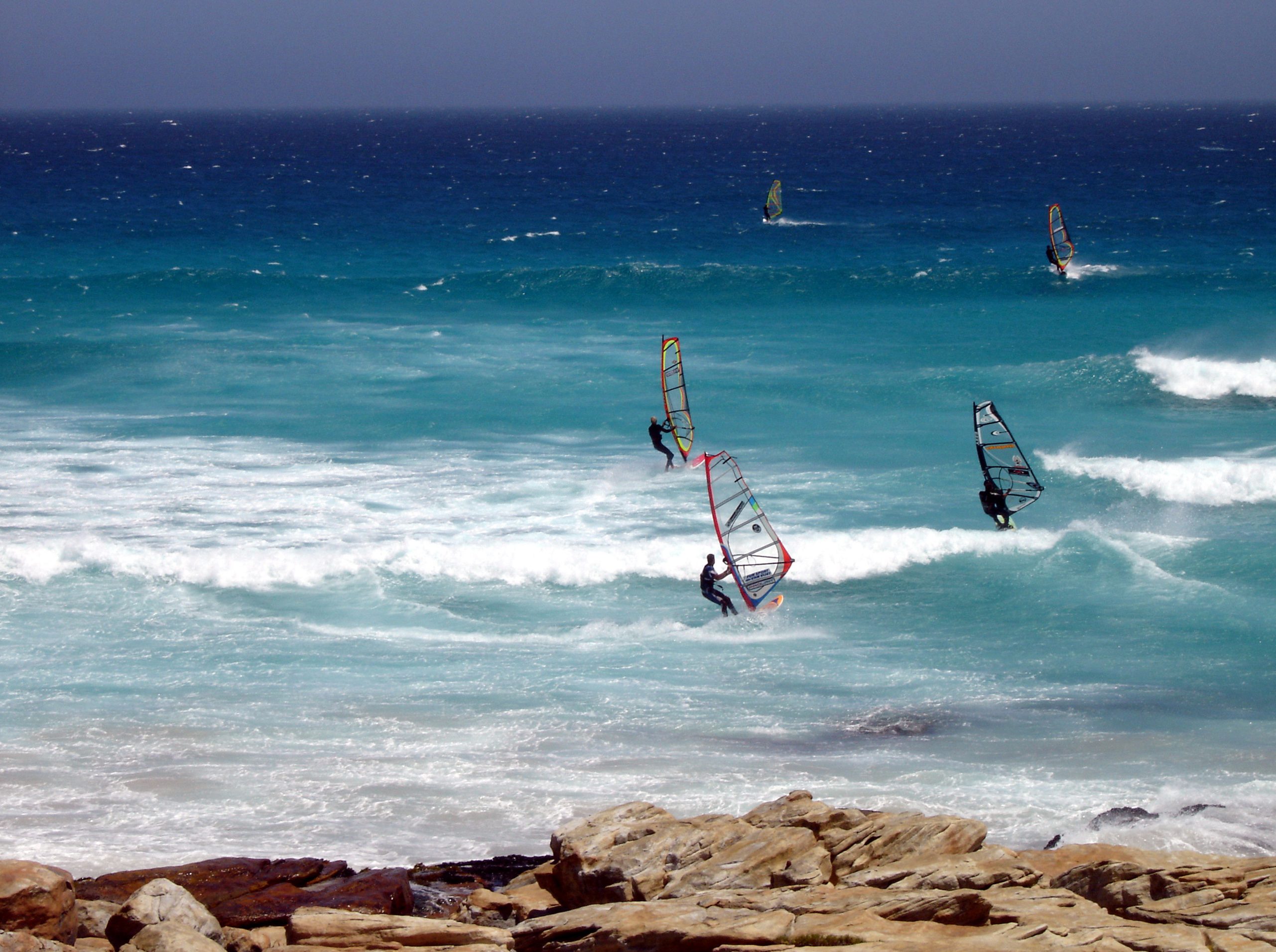
En Afrique du Sud.

Les sites (appelés familièrement les spots) les plus réputés des côtes françaises pour la régularité et la puissance du vent sont Wissant en Manche, Siouville-Hague dans la Manche pour le vent et les vagues, la Torche à la Pointe Bretagne, La Baule, La baie des Anges Sainte Marguerite à Landeda, l'Almanarre de la presqu'île de Giens et Leucate-La Franqui en Méditerranée, la Tranche-sur-Mer, la Ganguise et lac de la Ganguise à Villefranche-de-Lauragais, et en Guadeloupe (au phare de la pointe du Vieux-Fort).

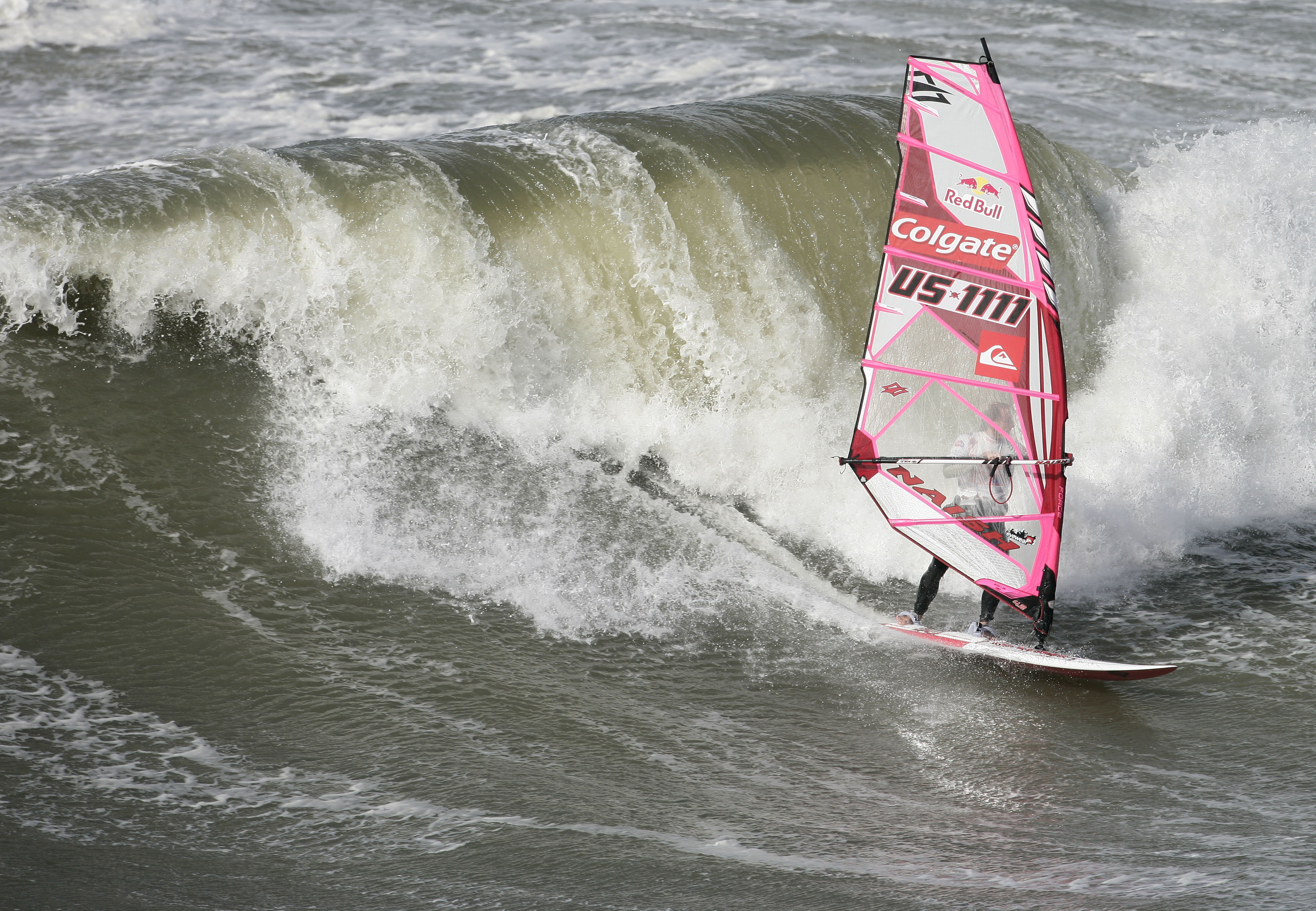

Le sud de la France, côté méditerranéen, est très privilégié de conditions météorologiques favorables à de forts coups de vent (Mistral le long du couloir rhodanien et Tramontane dans le couloir des Corbières). La région toulousaine bénéficie d'un vent particulier, le fameux vent d'autan, qui s'amplifie (effet Venturi) dans la vallée de la Garonne, pour donner lieu à de très violentes pointes sur le lac de la Ganguise.
D'autres sites, comme Siouville-Hague dans le Cotentin, Praia do Guincho (en) et le Cap Sagres au Portugal sont réputés pour la formation de grosses vagues, également favorable à la pratique du surf, liées aux caractéristiques d'exposition de la côte à la houle et à la forme du relief sous-marin.

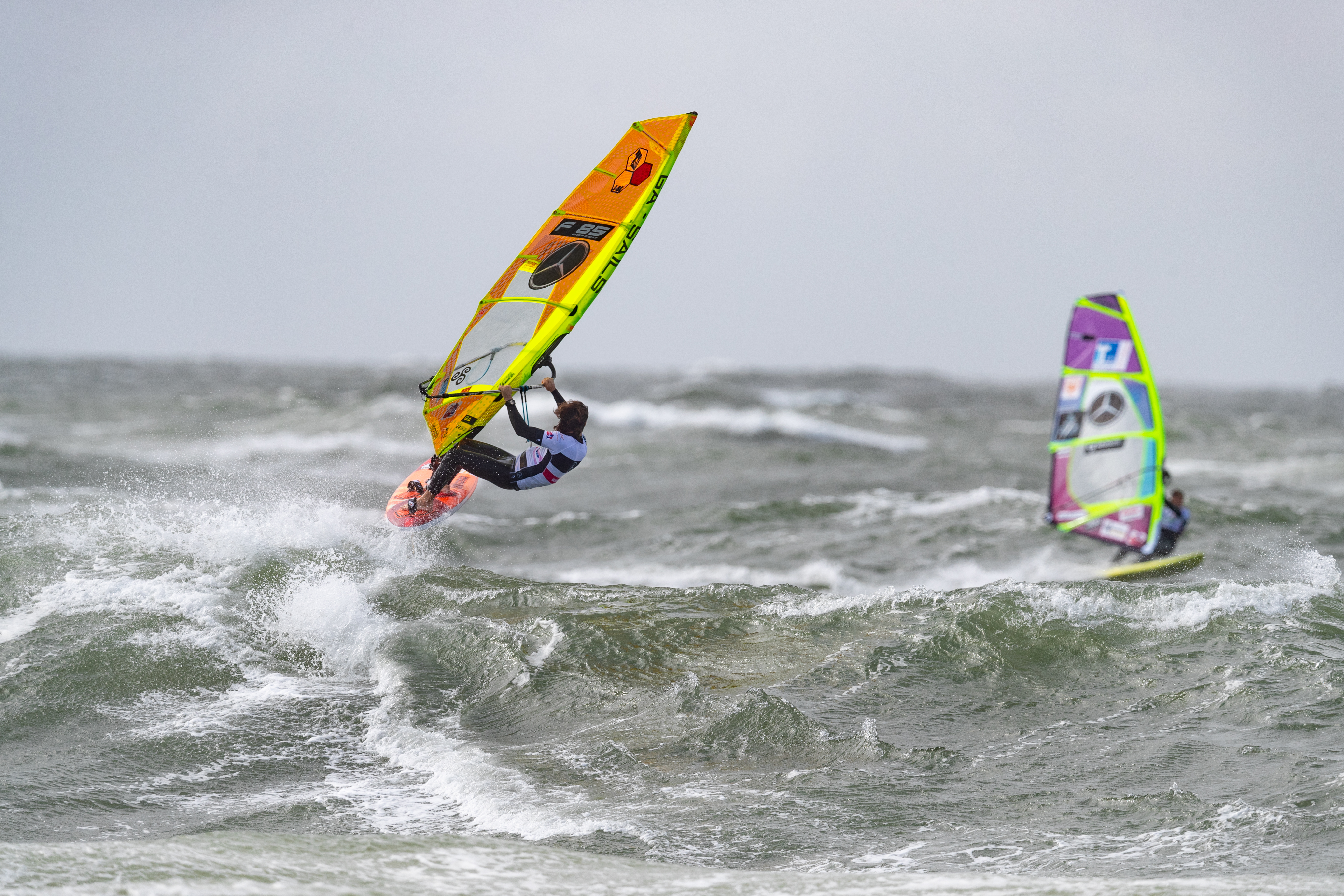

### Équipe de France
L'équipe de France 2025 de funboard est composée de: Justine Le Metayer (slalom), Marion Mortefon (slalom), Pierre Mortefon (slalom) et Adrien Bosson (freestyle). Entraîneur Stéphane Krause

## Manifestations annuelles
- La coupe du Monde PWA (Professionnal Windsurfing Association) slalom X, slalom Foil, Vagues, Frestyle, Hommes et Femmes se déroulent sur plusieurs étapes à travers le Monde. Les épreuves phares et historiques sont Fuerteventura (slalom, Freestyle), Sylt (toutes les disciplines), Pozo Izquierdo Gran Canaria (vagues), Aloha Classic Maui (vagues) sur le mythique spot de Hookipa. La coupe du Monde délivre les titres de champion du Monde dans les différentes disciplines.
- Les championnats du Monde, d'Europe Senior, Youth et Master IFCA (International Funboard Class Association) qui se déroulent chaque année dans des endroits différents. L'IFCA
- En France, l'AFF (Association Française de Funboard) organise chaque année le championnat de France funboard sur plusieurs épreuves tout au long de la saison et délivre le titre de champion de France funboard en slalom aileron et en slalom foil.
- Le Championnat de France Espoirs organisé sous l'égide de la Fédération Française de Voile délivre le titre de champion et championne de France slalom dans différentes catégories d'âge, en slalom aileron et slalom foil.
- Le Mondial du vent, qui se déroule sur une semaine sur la plage de Leucate-La Franqui (Aude), à Pâques, avec des compétitions et démonstrations, et différents stands de marques de funboard, kitesurf, speedsails, chars à voile.
- Le Défi Wind, organisé à Gruissan (Aude) sous la coordination de son créateur Philippe Bru, est une compétition internationale ouverte à plusieurs centaines de coureurs (1500 en 2025). C'est l'épreuve qui rassemble le plus grand nombre de compétiteurs au monde.
- Divers raids de traversées sont organisés, comme à la Tranche-sur-Mer (Vendée).
- All Stars Wind Games du palais omnisports de Paris-Bercy, de la Fédération française de voile[4].

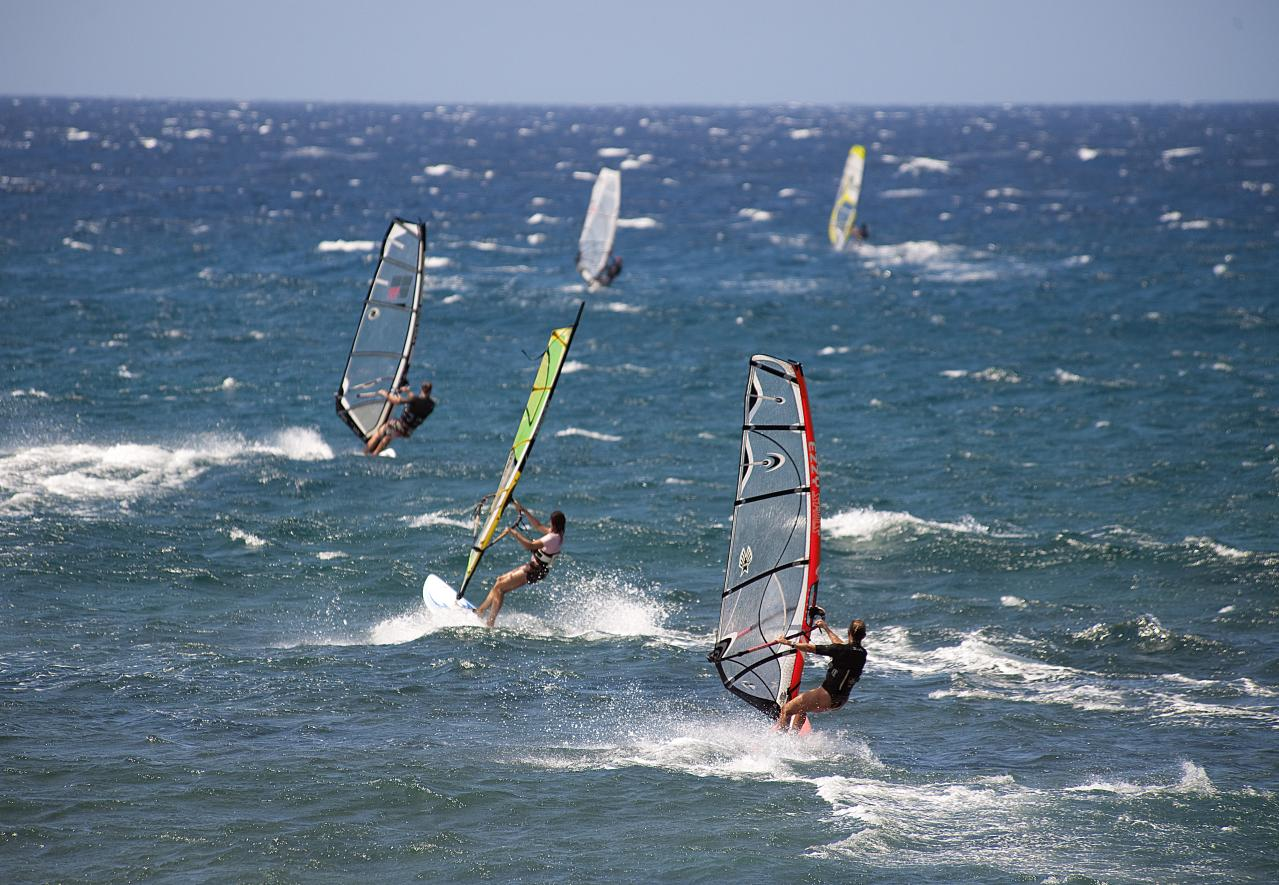
A Hawaï.

## Fabricants encore existants en 2010 (noms déposés)
Naish (flotteurs et voiles),
Mistral (flotteurs et voiles),
Fanatic (flotteurs),
Starboard (flotteurs et foils)
Severne (voiles, planches et gréements),
F2 (flotteurs),
North Sails (voiles et mats),
NeilPryde (voiles et mats),
Gaastra (voiles et mats),
Bic (flotteurs et voiles),
Exocet (flotteurs),
Xo sails (voiles),
Tribord-Décathlon (voiles),
Nautix (wishbones),
Gun sails (voiles),
Carbonart (planches),
Mauisails (Voiles, Wishbones, Mats),

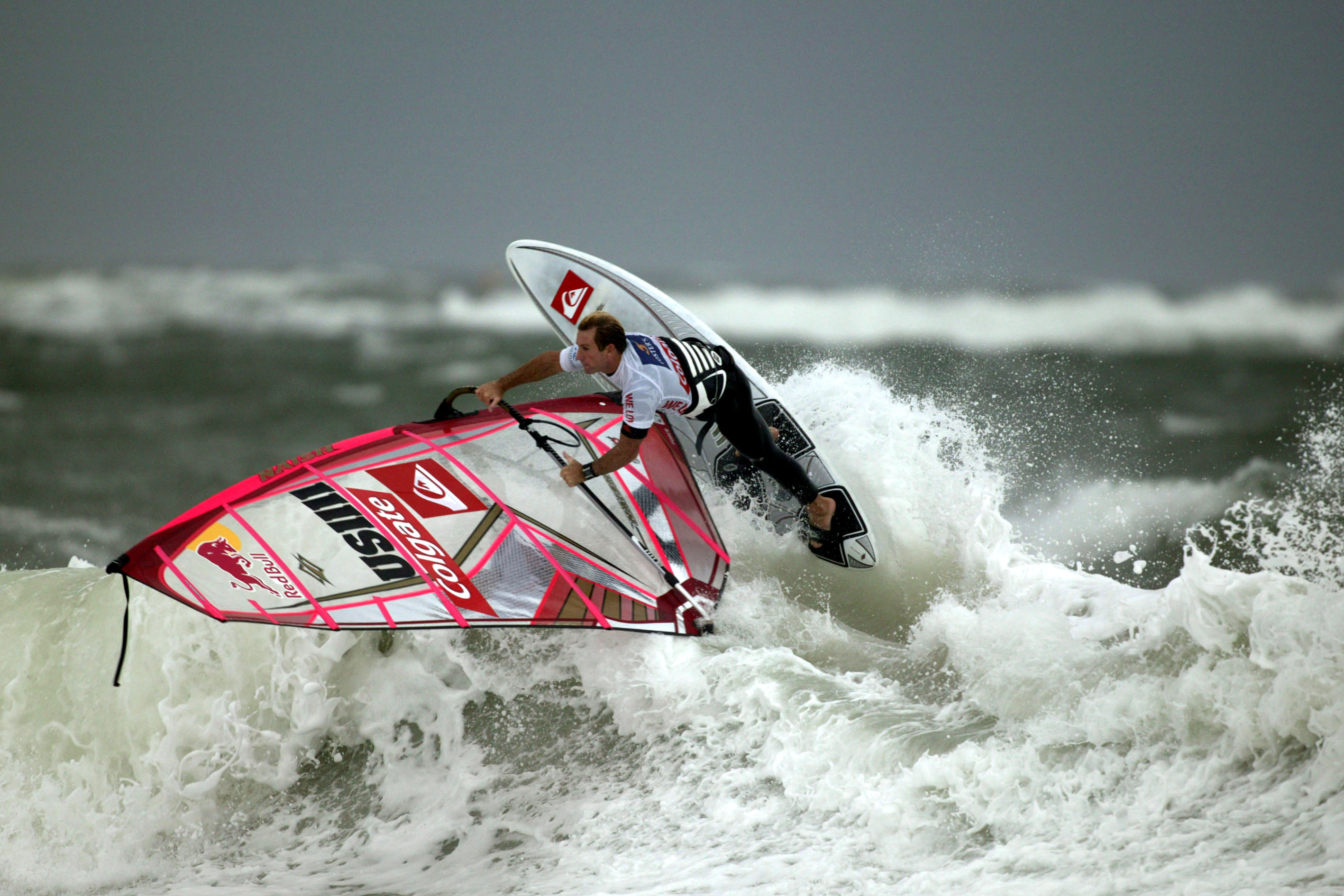

RRD (flotteurs)...

## Quelques personnalités qui ont marqué l'évolution du funboard
Robby Naish,
Björn Dunkerbeck,
Pete Cabrinha (en),
Svein Rasmussen (en),
Eric Thiémé,
Patrice Belbehoc,
Nathalie Simon,
Jenna de Rosnay,
Arnaud de Rosnay,
Pascal Maka,
Antoine Albeau,
Fabien Pendel,
Juge Laffite,
Robert Teriitehau,
Marco Copello,
Nathalie Lelièvre,
Josh Angulo,
Les frères Pichard,
Paul Jébeily,
Les sœurs Moreno,
Fabrice Beaux,
Jason Polakow.
Sur le plan de l'entraînement, Stéphane Krause a mis en place en France au début des années 2000 une dynamique de préparation des funboarders ce qui a largement contribué au rayonnement de la France sur la scène internationale. Tout d'abord en entrainant le groupe Funboard Impulsion, ensuite en mettant en place et encadrant des stages nationaux pour la Fédération Française de Voile. En 2005, il crée le Pôle France Funboard à l'École nationale de voile et des sports nautiques qui installe un accompagnement de haut niveau dans les disciplines Formula et slalom. Il est en funboard l'entraîneur français le plus titré et plus généralement l'un des plus titrés en voile, multiple titres mondiaux, européens et nationaux en tant qu'entraîneur. Il est actuellement l'entraîneur de l'équipe de France funboard.

## Revues spécialisées
Wind Magazine,
Planchemag,
WindsurfJournal.

## Quelques variantes

En Sardaigne.

- Surf
- IQFOiL
- Kitesurf
- Foilboard
- Wing foil
- Planche à voile (windsurf)
- Bodyboard